# 新长征系列运载火箭
新长征系列运载火箭是中国航天及军事部门基于八年四弹，为配合“曙光”载人航天计划（714工程）而立项研制的一系列运载火箭。计划使用改进型的东风五号弹道导弹发射载人飞船。计划研制出千钧棒一号和千钧棒二号（後更名為曙光一号、曙光二号）两种载人飞船，分别用于近地轨道的军事侦查任务以及在轨歼击作战。任务名称代号“曙光”，首次载人任务“曙光一号”，计划于1973年发射。但是，由于国力不足以及文革政治动荡等因素，曙光计划最终于1972年5月13日被迫取消。
虽然计划被取消，但是计划的经验以及钱学森、蔡翘、赵九章、郭永怀、贝时璋、钱骥、王希季、陆元九、杨嘉墀、屠善澄、何权轩、沈其震、王大珩等科学家的贡献对以后的中国载人航天起了奠基性的作用。其中在运载火箭方面积累的一些科研硕果被运用到新型号长征系列运载火箭的研发工作上。例如，基于东风四号弹道导弹研制的长征一号运载火箭，基于东风五号弹道导弹研制的风暴一号运载火箭和長征二號運載火箭；风暴一号转而被研制成长征四号系列火箭的各种型号。

## 运载火箭型号
提议研制四个运载火箭型号：
- 东风四号导弹，原计划1968年或1970年首飞，近地轨道运载能力200千克。实际于1970年1月30日成功试射，而后衍生为长征一号，运载能力300千克。
- 东风五号导弹，原计划1969年或1970年首飞，近地轨道运载能力2吨。实际于1980年5月20日完成全程试射，中途衍生为长征二号以及风暴一号，运载能力为2吨及1.5吨。
- 东风六号导弹[3]，原计划1971年或1972年首飞，近地轨道运载能力6吨，原定用于低地轨道的载人航天任务。实际未飞。
- 长征十号火箭，原计划1975年首飞，近地轨道运载能力50吨至150吨，原定用于重型低地轨道的货运任务或载人登月任务。实际未飞。

## 载人飞船型号
- 千钧棒一号，又名曙光一号，近地轨道侦察飞船，载2名、3名或5名航天员（尺寸类似美国航空航天局双子座载人飞船）
- 千钧棒二号，又名曙光二号，近地轨道歼击飞船，载2名、3名或5名航天员（尺寸类似美国航空航天局双子座载人飞船）

## 延伸阅读
- 《1963——1972年十年科学技术规划》，中华人民共和国科学技术部，1963年
- 《第四个五年发展空间技术计划设想》，钱学森，1970年7月30日
- 《钱学森的航天岁月》，中国宇航出版社，2012年